# 鹿児島ドリームウェーブ
鹿児島ドリームウェーブ（かごしまドリームウェーブ）は、鹿児島県鹿児島市に本拠地を置き、日本野球連盟に加盟している社会人野球のクラブチームである。
『鹿児島で「野球」というスポーツ活動において、その技術向上と普及を目指し、それにより地域スポーツ文化の向上に寄与する。』ことを理念として掲げ、チーム名には、『都市対抗野球大会出場の夢に向かうと共に、人の心を揺り動かせるようなチームにしたい。』という思いが込められている。

## 概要
2005年8月16日に、欽ちゃん球団『茨城ゴールデンゴールズ』が鹿児島県立鴨池野球場で遠征試合を行なうことになった。しかし、鹿児島県には1987年の鹿鉄（国鉄鹿児島鉄道管理局野球部）の廃部以来、社会人野球のチームがなかったため、公募により県選抜チームを作ることが決定する。同年7月の入団テストには約140人の応募があり、その中から約25人をメンバーとして選抜し、前身の『鹿児島ホワイトウェーブ』が結成された。チーム名は、薩摩酒造が生産している焼酎の「さつま白波」に由来する。監督として鹿児島市出身で元読売ジャイアンツの定岡正二を招聘し、試合は5-1で快勝した。
その後、本格的に社会人野球に参戦するにあたり、球団代表に欽ちゃん球団との対戦に企画から携わり地元で広告代理店を経営する國本正樹、初代監督には日置市出身で元広島東洋カープの鵜狩道夫が就任し、2006年2月23日付けで日本野球連盟に加盟した。
2012年にチーム名を『鹿児島ドリームウェーブ』に改称すると、同年の全日本クラブ野球選手権大会に初出場を果たした（初戦敗退）。2015年に同大会での初勝利を挙げている。一方で、都市対抗野球大会への出場経験はない。

## 沿革
- 2005年7月 - 『鹿児島ホワイトウェーブ』としてチーム結成。
- 2005年8月 - 茨城ゴールデンゴールズと鹿児島県立鴨池野球場で初試合。5-1で勝利。
- 2006年2月 - 日本野球連盟から加盟チームとして承認。
- 2006年4月 - 2回目の入団テストを実施、新メンバーを加え約40名のメンバーで再スタート。初代監督は元広島カープの鵜狩道夫が就任。
- 2006年5月 - 公式戦初出場。第31回全日本クラブ野球選手権地区予選大会に初出場し、初戦で宮崎ゴールデンゴールズに惜敗。
- 2006年6月 - 公式戦初勝利。第77回都市対抗野球大会 九州地区予選に初出場し、福岡ブラッサムズに3-2で勝利。
- 2007年3月 - 2代目監督に元鹿児島鉄道管理局の末廣昭博が就任。
- 2008年4月 - 第33回全日本クラブ野球選手権大会九州地区予選にてベスト4に入り、西日本クラブカップへの出場権を得る。
- 2008年10月 - 第3回西日本クラブカップ野球大会に初出場で決勝進出。阪神ベースボールクラブに1-5で敗退。準優勝。
- 2012年4月 - チーム名を『鹿児島ドリームウェーブ』に変更。後援会発足や、ホームページをリニューアルし再始動。
- 2012年8月 - 第37回全日本クラブ野球選手権九州地区予選で決勝進出。ビッグ開発ベースボールクラブに2-1で勝利し、初優勝。
- 2012年9月 - 第37回全日本クラブ野球選手権大会に初出場。初戦、東北マークスに1-4で敗退。
- 2013年11月 - 末廣昭博監督の勇退を受け、最年長選手の竹山徹が、投手兼任で3代目監督に就任。
- 2014年12月 - 4代目監督に日本野球連盟強化委員でホンダ熊本元監督の内川義久が就任。
- 2015年7月 - 第40回全日本クラブ野球選手権九州地区予選でビッグ開発ベースボールクラブを6-0で決勝で破り3年ぶり2度目の優勝。
- 2015年9月 - 第40回全日本クラブ野球選手権大会にて、1回戦福井ミリオンドリームズを5-0で破り全国初勝利。
- 2019年2月 - 5代目監督に有川真平が就任

## 元プロ野球選手の競技者登録
- 鵜狩道夫（元：広島東洋カープ、西鉄ライオンズ） - 監督→退団
- 斉藤巧（元：オリックス・ブルーウェーブ、ロッテオリオンズ、横浜大洋ホエールズ） - ヘッドコーチ→退団
- 福倉健太郎（元：埼玉西武ライオンズ） - 選手→退団